# Hermite-szigetek
A Hermite-szigetek (spanyolul Islas Hermite) a tűzföldi szigetvilág déli részén fekvő szigetcsoport, amely Chiléhez tartozik. Egyik tagján, a Horn-szigeten található a Horn-fok, a dél-amerikai szárazföld legdélebbi pontja. Nevüket Jacques L'Hermite  holland admirálisról kapták.

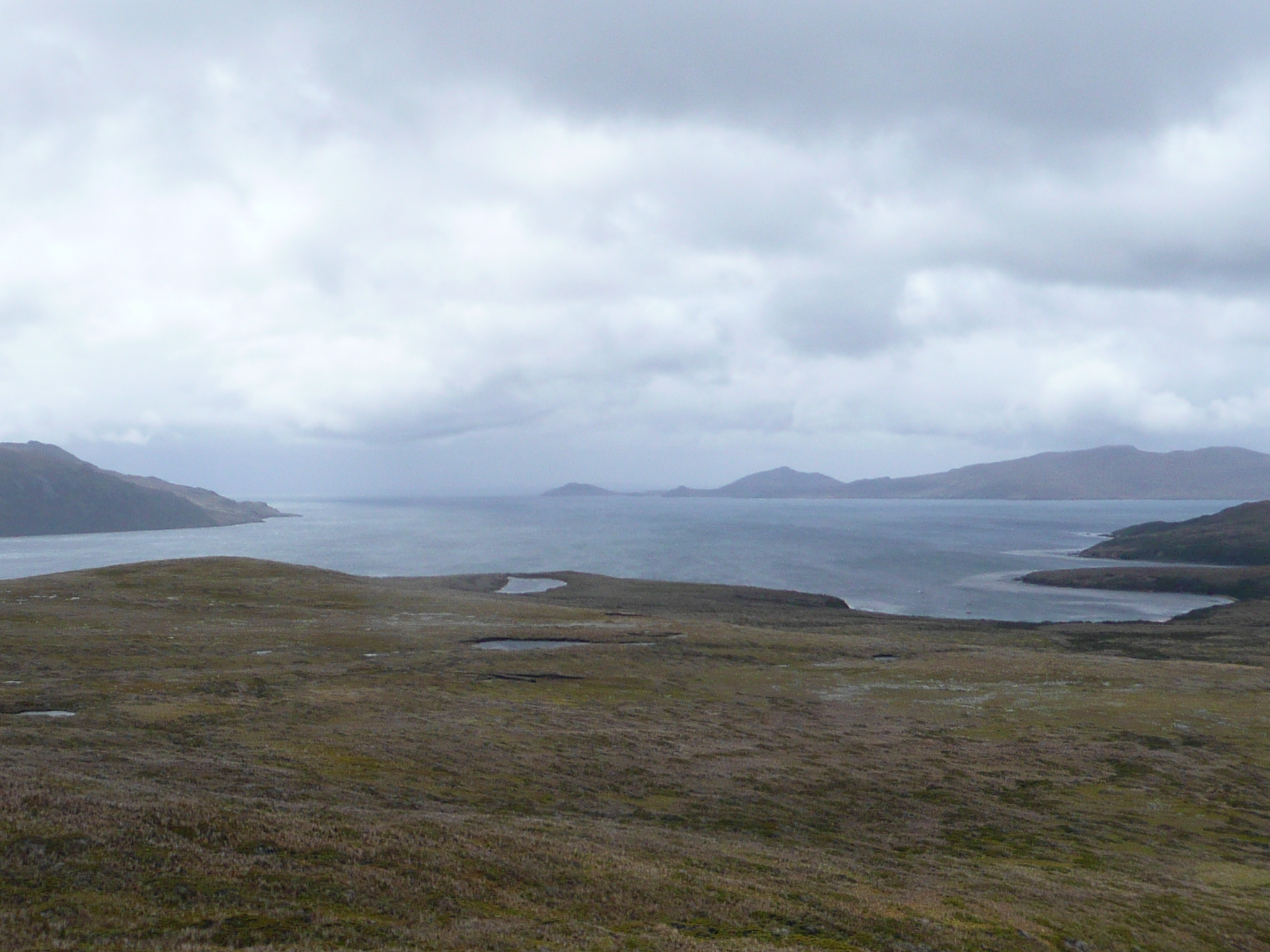
Hermite-szigeteki táj

A Hermite-szigetek legnagyobbika az Hermite-sziget (Isla Hermite), mely a szigetcsoport legészaknyugatibb tagja. A Hermite-tól keletre fekszik a Herschel- és a Deceit-sziget. A csoport legkisebb és legdélibb szigete a Horn-sziget, ahol a Horn-fok van. A Jerdan-sziget a Hermite- és a Herschel-sziget között, a Hall-sziget a Hermite-, a Herschel- és a Horn-sziget között fekszik.
A Deceit-sziget déli csücske éles vonalú sziklák megkapó vonulatában nyúlik ki délkeleti irányba (Los dientes o garras de Deceit (A Deceit fogai vagy karmai), és az Islote Deceit nevű zord szigetecskében végződik. Noha nem fekszik annyira délen, mint a Horn-fok, e sziklavonulat talán még lenyűgözőbb, mint a fok maga, különösen viharos időjárás esetén. 
A szigetek a Cabo de Hornos Nemzeti Park részét képezik.

## Lásd még
- Wollaston-szigetek
- Drake-átjáró

## Külső hivatkozások
- A Horn-fok, a Hermite-szigetek, és a tőlük északra fekvő Wollaston-szigetek térképe